# Малея
Мале́я (Мале́ас, Малейский мыс, греч. Ακρωτήριο Μαλέας) — мыс в Греции, с восточной стороны залива Лаконикоса на полуострове Элос, юго-восточная оконечность полуострова Пелопоннеса. Относится к общине Монемвасии в периферийной единице Лаконии в периферии Пелопоннес.
Является южной оконечностью материковой Греции, вместе с соседним мысом Тенарон. Высокий мыс круто спускается к морю.
Упоминается Гомером в «Одиссее», северный ветер у мыса не позволил Одиссею доплыть до Китиры. По Страбону море за мысом было неблагоприятно для плавания из-за ветров и существовала поговорка «Малеи обогнув, позабудь об обратном пути», поэтому купцы из Италии и Азии предпочитали выгружать товары в Коринфе.
В конце XVIII века на мысе была сооружена часовня Архангелов, из-за которой мыс получил название Капо-Сант-Анджело (итал. Capo Sant'Angelo, Святого Ангела). В 1883 году на высоте 40 метров над уровнем моря был сооружён каменный маяк высотой 15 метров, восстановленный в 2010 году.
К западу находится остров Элафонисос. Пролив Элафонисос является важным морским путём, альтернативой которому является Коринфский канал.